# Charles FitzRoy, II duca di Grafton
Charles FitzRoy II duca di Grafton (Londra, 25 ottobre 1683 – Londra, 6 maggio 1757) è stato un nobile e politico inglese.

## Biografia
Charles era figlio di Henry FitzRoy, I duca di Grafton, e di sua moglie Isabella Bennet, figlia ed erede di Henry Bennet, I conte di Arlington. Suo padre era uno dei figli illegittimi di re Carlo II, avuto dalla sua relazione con Barbara Palmer.

## Carriera
Charles ereditò il titolo del padre alla morte di quest'ultimo il 9 ottobre 1690, divenendo pari d'Inghilterra. Pur essendo un membro della dinastia degli Stuart, supportò l'ascesa della famiglia Hannover al trono di Gran Bretagna e si distinse come uno dei membri più illustri del Kit-Cat Club; durante l'incoronazione di re Giorgio I presenziò in qualità di Lord High Steward. Nel 1715 divenne Consigliere Privato del re. Dal 1720 al 1724 fu Lord Luogotenente d'Irlanda mentre dal 1724 alla propria morte ricoprì la carica di Lord Ciambellano. Nel 1719 divenne membro della Royal Academy of Music e divenne produttore delle principali opere teatrali del pubblico inglese di epoca barocca.
Nel 1739 fu uno dei maggiori artefici della fondazione del Foundling Hospital di Londra di cui divenne tra l'altro uno dei principali sostenitori assieme al duca di Bedford, a Vere Beauclerk, I barone Vere ed al Lord Mayor of London.

## Matrimonio
Sposò, il 30 aprile 1713, Lady Henrietta Somerset (27 agosto 1690-7 agosto 1726), figlia di Charles Somerset, marchese di Worcester. Ebbero sette figli:
- Charles Henry FitzRoy, conte di Euston (13 aprile 1714–18 dicembre 1715);
- George FitzRoy, conte di Euston (24 agosto 1715–7 luglio 1747), sposò Dorothy Boyle[3], non ebbero figli;
- Augustus FitzRoy (16 ottobre 1716–24 maggio 1741), sposò Elizabeth Cosby, ebbero due figli;
- Charles FitzRoy (23 aprile 1718–29 luglio 1739);
- Caroline FitzRoy (8 aprile 1722–26 giugno 1784), sposò William Stanhope, II conte di Harrington, ebbero sette figli;
- Harriet FitzRoy (8 giugno 1723–agosto 1735).
- Isabella FitzRoy (1726–10 novembre 1782), sposò Francis Seymour-Conway, I marchese di Hertford, ebbero tredici figli.

Il duca inoltre ebbe un figlio illegittimo, Charles FitzRoy-Scudamore. Pur sapendo che per diversi anni ebbe una relazione d'amore semi-platonico con una delle figlie di Giorgio II di Gran Bretagna, questa non fu la madre del figlio illegittimo da lui avuto.

## Ascendenza
|                                              |                     |                                        | Genitori                                   |  |  | Nonni |  |  | Bisnonni                 |  |  | Trisnonni                   |  |
|                                              |                     |                                        |                                            |  |  |       |  |  | 8. Carlo I d'Inghilterra |  |  | 16. Giacomo I d'Inghilterra |  |
|                                              |                     |                                        |                                            |  |  |       |  |  | 8. Carlo I d'Inghilterra |  |  | 16. Giacomo I d'Inghilterra |  |
|                                              |                     | 17. Anna di Danimarca                  |                                            |  |  |       |  |  | 8. Carlo I d'Inghilterra |  |  |                             |  |
| 4. Carlo II d'Inghilterra                    |                     |                                        |                                            |  |  |       |  |  | 8. Carlo I d'Inghilterra |  |  |                             |  |
|                                              |                     | 9. Enrichetta Maria di Borbone-Francia | 18. Enrico IV di Francia                   |  |  |       |  |  |                          |  |  |                             |  |
|                                              |                     | 9. Enrichetta Maria di Borbone-Francia | 18. Enrico IV di Francia                   |  |  |       |  |  |                          |  |  |                             |  |
|                                              |                     | 9. Enrichetta Maria di Borbone-Francia | 19. Maria de' Medici                       |  |  |       |  |  |                          |  |  |                             |  |
| 2. Henry FitzRoy, I duca di Grafton          |                     | 9. Enrichetta Maria di Borbone-Francia |                                            |  |  |       |  |  |                          |  |  |                             |  |
|                                              |                     | 10. Edward Villiers                    | 20. Edward Villiers                        |  |  |       |  |  |                          |  |  |                             |  |
|                                              |                     | 10. Edward Villiers                    | 20. Edward Villiers                        |  |  |       |  |  |                          |  |  |                             |  |
|                                              |                     | 10. Edward Villiers                    | 21. Barbara St John                        |  |  |       |  |  |                          |  |  |                             |  |
| 5. Barbara Villiers                          |                     | 10. Edward Villiers                    |                                            |  |  |       |  |  |                          |  |  |                             |  |
|                                              |                     | 11. Frances Howard                     | 22. Theophilus Howard, II conte di Suffolk |  |  |       |  |  |                          |  |  |                             |  |
|                                              |                     | 11. Frances Howard                     | 22. Theophilus Howard, II conte di Suffolk |  |  |       |  |  |                          |  |  |                             |  |
|                                              |                     | 11. Frances Howard                     | 23. Elizabeth Home                         |  |  |       |  |  |                          |  |  |                             |  |
| 1. Charles FitzRoy, II duca di Grafton       |                     | 11. Frances Howard                     |                                            |  |  |       |  |  |                          |  |  |                             |  |
|                                              | 12. Sir John Bennet | 24. Sir John Bennet                    |                                            |  |  |       |  |  |                          |  |  |                             |  |
|                                              | 12. Sir John Bennet | 24. Sir John Bennet                    |                                            |  |  |       |  |  |                          |  |  |                             |  |
|                                              | 12. Sir John Bennet | 25. Anne Weekes                        |                                            |  |  |       |  |  |                          |  |  |                             |  |
| 6. Henry Bennet, I conte di Arlington        | 12. Sir John Bennet |                                        |                                            |  |  |       |  |  |                          |  |  |                             |  |
|                                              |                     | 13. Dorothy Crofts                     | 26. Sir John Crofts                        |  |  |       |  |  |                          |  |  |                             |  |
|                                              |                     | 13. Dorothy Crofts                     | 26. Sir John Crofts                        |  |  |       |  |  |                          |  |  |                             |  |
|                                              |                     | 13. Dorothy Crofts                     | 27. Mary Shirley                           |  |  |       |  |  |                          |  |  |                             |  |
| 3. Isabella Bennet, II contessa di Arlington |                     | 13. Dorothy Crofts                     |                                            |  |  |       |  |  |                          |  |  |                             |  |
|                                              |                     | 14. Luigi di Nassau-Beverweerd         | 28. Maurizio di Nassau                     |  |  |       |  |  |                          |  |  |                             |  |
|                                              |                     | 14. Luigi di Nassau-Beverweerd         | 28. Maurizio di Nassau                     |  |  |       |  |  |                          |  |  |                             |  |
|                                              |                     | 14. Luigi di Nassau-Beverweerd         | 29. Margaretha van Mechelen                |  |  |       |  |  |                          |  |  |                             |  |
| 7. Elisabetta di Nassau-Beverweerd           |                     | 14. Luigi di Nassau-Beverweerd         |                                            |  |  |       |  |  |                          |  |  |                             |  |
|                                              |                     | 15. Isabella von Horne                 | 30. Willem Adriaan I van Horne             |  |  |       |  |  |                          |  |  |                             |  |
|                                              |                     | 15. Isabella von Horne                 | 30. Willem Adriaan I van Horne             |  |  |       |  |  |                          |  |  |                             |  |
|                                              |                     | 15. Isabella von Horne                 | 31. Elisabetta van Horne                   |  |  |       |  |  |                          |  |  |                             |  |
|                                              |                     | 15. Isabella von Horne                 |                                            |  |  |       |  |  |                          |  |  |                             |  |